# Richard Crossman
Pour les articles homonymes, voir Crossman.
Richard Crossman est un écrivain et homme politique britannique travailliste, né le 15 décembre 1907 et mort le 5 avril 1974. Il exerce des fonctions ministérielles au sein du gouvernement Wilson entre 1964 et 1970.

## Parcours politique
Crossman est nommé ministre du Logement et des Collectivités locales de 1964 à 1966, puis exerce la fonction de leader de la Chambre des communes jusqu'en 1968. Il revient ensuite au gouvernement comme ministre des Affaires sociales, de 1968 à 1970.
Il publie ses mémoires dès 1975, rompant ainsi avec une certaine tradition du secret gouvernemental.

## Publications
- (en)The Diaries of a Cabinet Minister, 3 volumes publiés de 1975 à 1977[3].